# Albert Steffen
Pour les articles homonymes, voir Steffen.
Albert Steffen, né à Wynau (Suisse) le 10 décembre 1884 et mort à Dornach (Suisse) le 13 juillet 1963, est un poète suisse de langue allemande. Il a été vice-président de la Société anthroposophique universelle puis président à la mort de son fondateur Rudolf Steiner. Ses romans, nouvelles, essais, recueils de poésies, drames et cahiers de notes (plus de 80 titres) embrassent de vastes domaines de l'histoire et de son époque. Albert Steffen s'exprimait dans un langage clair, concis et imagé. Ses thèmes principaux sont la métamorphose du Mal sur base d'une connaissance de l'esprit renouvelée et la métamorphose du savoir dans la vie.

## Éléments biographiques
Albert Steffen est né à Obermurgenthal (commune de Wynau, canton de Berne) le 10 décembre 1884. Il était le troisième d'une famille de six enfants, dont le père était médecin dans une bourgade importante du Mittelland bernois. À quatorze ans, il étudia à Berne, où en 1904, il obtint son baccalauréat. Répondant au souhait de son père, qui voulait lui transmettre son cabinet médical, il entreprit des études de médecine à Lausanne (1904/1905). Au contact des cours de médecine, il prit conscience que ce n'était pas médecin qu'il voulait être, mais poète. C'est par le verbe qu'il voulait exercer un effet thérapeutique. À cette époque, il s'intéressa vivement à Nietzsche et à Dostoïevski.
En 1906, il s'installa à Berlin où il fit publier son premier roman Ott, Alois und Warelsche aux éditions Samuel Fischer, qui publia ensuite d'autres de ses œuvres. Il logeait dans un quartier misérable de la grande ville « pour connaître les abîmes de la vie ».
En 1907, il entendit pour la première fois une conférence de Rudolf Steiner, mais il ne le rencontra personnellement que trois ans plus tard à Munich où il vécut de 1908 à 1920.
Pendant sa vie à Munich, Albert Steffen fit la connaissance du peintre Stanislas Stückgold et de sa femme Elisabeth. Leur fille était une épileptique hémiplégique. En 1920, Elisabeth Stückgold accompagna Albert Steffen à Dornach, afin de demander conseil pour sa fille à Rudolf Steiner. À cette occasion, Steffen accepta de prendre en charge à la demande de Steiner la rédaction du tout nouvel hebdomadaire Das Goetheanum, ce qu'il fit d'ailleurs consciencieusement jusqu'à sa mort. Il s'installa à Dornach, et vers 1923/1924, il accepta la vice-présidence de la Société anthroposophique universelle. Du fait de son rapport de plus en plus étroit avec l'anthroposophie, dès 1919, ses œuvres littéraires ne furent plus publiées par les éditions Samuel Fischer. Il fonda en 1928 sa propre maison d'édition « Verlag für schöne Wissenschaften » (Éditions des Belles Lettres).
En 1925, après la mort de Steiner, il devint président de la Société anthroposophique universelle. Son plus grand souci, jusqu'à la fin de sa vie, fut de préserver l'unité du mouvement anthroposophique à travers la Société anthroposophique et le Goetheanum. Cependant, de nombreuses difficultés se firent jour, provenant d'abord de profondes divergences de vue et de personnalité entre Ita Wegman et Marie Steiner. Des courants se formèrent parmi les membres : certains suivaient Marie Steiner, d'autres Ita Wegman, d'autres encore, Albert Steffen. Les problèmes se compliquèrent au point que Ita Wegman, la plus proche collaboratrice de Rudolf Steiner dans les dernières années de sa vie, fut exclue de la Société par l'assemblée générale. Plus tard, Marie Steiner et Albert Steffen connurent aussi une discorde profonde concernant les droits de succession de l'œuvre. Ses efforts ne purent permettre d'éviter que n'éclatent de violents conflits, cependant, il parvint à maintenir douloureusement le fil rouge. Peu de temps avant sa mort, Marie Steiner lança un appel public à la réconciliation ; Ita Wegman y répondit positivement, mais mourut elle aussi peu de temps après. Dès 1928, Albert Steffen avait fait dire à l'Artiste, personnage central de sa pièce La Chute de l'antéchrist, une esquisse dramatique anticipatrice : « Les dieux ne nous permettent pas d'agir tous trois au service de l’humanité si nous sommes désunis. », et plus loin, dans ce même drame : « Même si cela m'impose des souffrances terribles / je ne vous délaisserai pas, je vous prendrai en moi, / dans mon cœur, soyez à nouveau réunis ! / Il doit en être ainsi, dusse-je y sacrifier ma vie, / au nom de l'humanité, mes frères, ne vous séparez pas – ».
En 1933, Albert Steffen épousa Elisabeth Stückgold, qui décéda en 1961.

### Traduits en français
- La Chute de l'antéchrist, esquisse dramatique en trois actes, Éditions Les Trois Arches, Chatou 1984
- Barrabas, drame en quatre actes, Éditions Les Trois Arches, Chatou 1984
- Lin, drame, Éditions Les Trois Arches, Chatou 1984
- Détermination du Mal (Bestimmung des Bösen), essai, Centre Triades, Paris 1984
- Manès, essai, Éditions de la Science Spirituelle, Paris 1931

### Sur Albert Steffen
- Deux numéros de la revue Triades ont été consacrés à Albert Steffen
  - Automne 1963 (in memoriam)
  - Été 1984 (pour le centième anniversaire de sa naissance)